# Микротубула
Микротубуле су структуре састављене из протеина које се налазе у ћелијама. Формирају се у облику цилиндра. Микротубуле могу нарасти до 50 микрометара и веома су динамичне. Спољни пречник микротубула је између 23 и 27 нм, док је унутрашњи пречник између 11 и 15 нм.
Микротубуле су веома важне у низу ћелијских процеса. Они су укључени у одржавање структуре ћелије и заједно са микрофиламентима и средњим филаментима формирају цитоскелет. Они такође чине унутрашњу структуру цилија и флагела. Они обезбеђују платформе за интрацелуларни транспорт и укључени су у различите ћелијске процесе, укључујући кретање секреторних везикула, органела и интрацелуларних макромолекуларних склопова (динеин и кинезин). Они су такође укључени у деобу ћелија (митозa и мејозa) и главни су састојци митотичких вретена, који се користе за раздвајање еукариотских хромозома.

## Организација
Микротубуле  су најкрупнији елементи цитоскелета. Основу њихове структуре чини линеарни хетерополимерни молекул – протофиламент, састављен од наизменично повезаних субјединица α- i β- тубулина. Најчешће 13 (понекад, 12 или 14) протофиламената  повезује се латерално и формира шупљу цевчицу са спољашњим дијаметром од око 25 nm. Микротубуле се налазе у аксонима и дендритима и као што је речено, посредују у транспорту унутарћелијског материјала. Осим тубулина, који изграђује микротубуле свих типова ћелија, у састав микротубула нервних ћелија улазе и додатни, МАП протеини (engl. microtubule associated proteins), који се диференцијално испољавају на микротубулама дендрита и аксона. Примера ради, један такан протеин који носи ознаку МАП2 налази се искључиво на микротубулама у телу нервне ћелије и у дендритима, док се протеин са ознаком тау налази искључиво на микротубулама унутар аксона, што омогућава имунохемијско разликовање ова два типа наставака.
Микротубуле поседују особину поларности: свака микротубула има (+) и (-) крај. Припајање или одвајање тубулинских градивних јединица са (+) или (-) краја може изменити дужину микротубуле.
Микротубуле се уједрују (формирају једро) и организују у организационим центрима микротубула (ОЦМ), попут центрозома и базалних тела. Оне су део структурне мреже (цитоскелет) која се налази унутар ћелијске цитоплазме, али осим стуркурне потпоре, микротубуле учествују и у другим процесима. Оне могу мењати своју величину (издуживати се и скупљати) чиме стварају механичку силу, а са друге стране постоје и моторни протеини који се крећу дуж микротубула. Једна од истакнутих структура које садрже микротубуле је и митотско вретено код еукариотских ћелија које служи за исправно раздвајање хромозома током деобе ћелије. Микротубуле су такође одговорне за Флагелу код еукариотских ћелија (прокариотска флагела је потпуно другачија).

## Динамичка нестабилност
Тубулин везује ГТП (гуанозин-трифосфат) како би се спојио са (+) крајем микротубула. Овај процес се назива састављање. Укратко након везивања, ГТП се хидолизује у ГДП (гуанозин-дифосфат). Јединица тубулина која се ГДП-ом везује за крај микротубуле је нестабилна и укратко након везивања се одваја од ланца, док се тубулин везан ГДП-ом у средини ланца не може спонтано издвојити из ланца. Процес одвајања ГДП-тубулина се назива растављање. Како се тубулин везује за крај микротубула искључиво помоћу ГТП-а, то је такав ГТП-тубулин заправо капа која се налази на крају микротубула и штити је од спонтаног растављања. Када се хидролиза пренесе на крај микротубуле, отпочиње брза деполимеризација и скупљање. Овај прелаз са раста ка скупљању се назива катастрофа. Тубулин везан ГТП-ом може потом наставити да се везује на крај микротубула и поново створити заштитну капу која спречава даље скупљање ланца микротубула. Овај догађај се назива спашавање.
Динамика микротубула у ин виво условима значајно варира. Брзина састављања, растављања и катастрофе зависе од врсте присутних протеина придружених микротубулама (ППМ). Својства ових процеса се такође могу променити медикаментима. Примера ради Taxol®, који се користи у терапији рака, блокира динамичку нестабилност тако што стабилизује ГДП-тубулин у микротубулама. Тиме, чак и када хидролиза ГТП-а достигне крај микротубула, деполимеризација бива заустављена и скупљање микротубула престаје. Колхицин има супротно дејство: он блокира полимеризацију тубулина у микротубуле.

## Моторни протеини
Осим кретања насталог услед динамичке нестабилности самих микротубула, влакна микротубула су и супстрати дуж којих се молекули протеина могу кретати. Главни моторни протеини микротубула су кинезин, који се креће ка (+) крају микротубуле, и динеин, који се креће ка (-) крају микротубуле.